# Naučná stezka Hruboskalsko

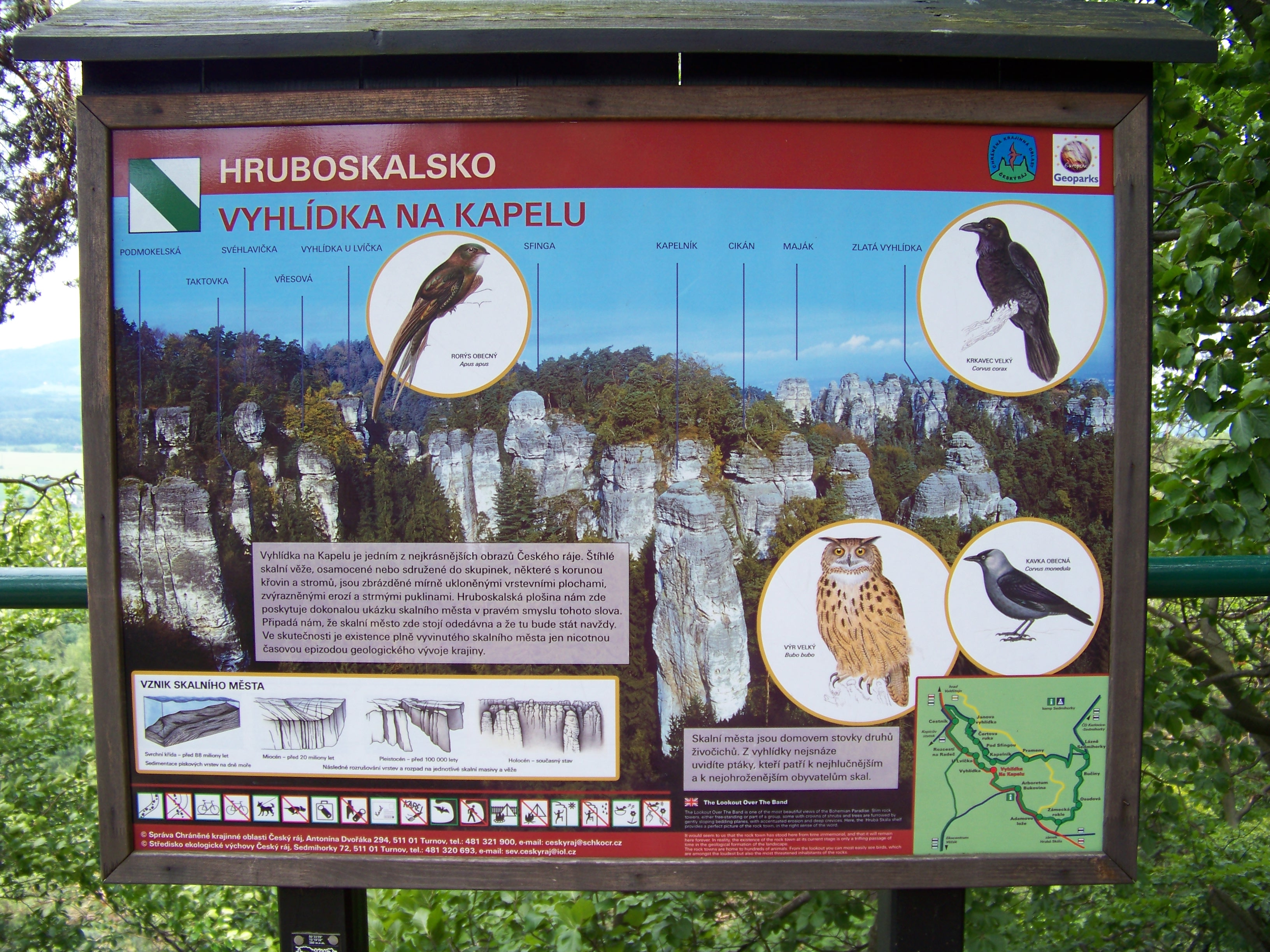
Jedno ze zastavení naučné stezky

Naučná stezka Hruboskalsko je naučná stezka vedená Hruboskalským skalním městem. Její celková délka je cca 7,5 km a na cestě na návštěvníky čeká 16 zastavení.

## Vedení trasy
Výchozím místem jsou Lázně Sedmihorky, kde začíná i navazující Dětská lesní NS Sedmihorky. Odtud stezka stoupá spolu se zelenou a později i modrou turistickou značkou okolo skalní věže Osudová do Zámecké rokle se sochou sv. Prokopa. Odtud se dá odbočit Myší dírou na zámek Hrubá Skála, naučná stezka však pokračuje přes Adamovo lože k rozcestí U Adamova lože, kde se napojuje na červeně značenou Zlatou stezku Českého ráje. S ní vede okolo arboreta Bukovina až k rozcestníku U Kavčin, nedaleko skalního hradu Kavčiny. Cestou mineme dvě odbočky na vyhlídky Na Kapelu a U Lvíčka. Od rozcestníku se dá vydat ke hradu Valdštejn, naučná stezka se však s modrou značkou stáčí Angrovou cestou na Janovu vyhlídku, okolo skalního hradu Čertova ruka do skal oblasti Kapely až ke Smíchousově rybníku, kde se napojuje Dětská lesní NS Sedmihorky. Obě naučné stezky pokračují oblastí sedmihorských pramenů zpátky do areálu lázní.
Kromě již zmíněných se dají udělat další odbočky. Od rozcestníku U Adamova lože je možné se vrátit na zámek Hrubá skála okolo tzv. Prachovny, na jehož vrcholu zřejmě stálo předsunuté opevnění dřívějšího hradu; případně po žluté značce pokračovat na Zámeckou a Mariánskou vyhlídku a Symbolický hřbitov horolezců. Rozcestník u arboreta Bukovina zase nabízí modrou turistickou značku ke hradu Radeč a z rozcestí Jižní sedlo vede modrá značka ke Kopicově statku.